# 大濱徹也
大濱 徹也（おおはま てつや、1937年12月8日 - 2019年2月9日）は、日本の歴史学者。筑波大学名誉教授・独立行政法人国立公文書館フェロー・淑徳大学客員教授だった人物。

## 経歴
出生から修学期
1937年、山口県大島郡久賀町生まれ。東京教育大学文学部で学び、1961年 に卒業。同大学院文学研究科修士課程日本史学専攻に進み、1964年に修了した。
日本史研究者として
1967年、女子学院高等学校教諭に就いた。1972年、中京大学法学部助教授に就任。1977年、学位論文『明治前期におけるキリスト教会の構造と存在形態』を東京教育大学に提出して文学博士号を取得。同1977年、同法学部教授に昇格した。1978年、筑波大学歴史人類学系助教授に転じ、1986年に同教授に昇格。1994年より筑波大学人類学系長、1995年より第二学群長を務めた。2001年、筑波大学を停年退官し、名誉教授となった。その後は北海学園大学人文学部教授として教鞭をとり、2003年からは北海学園大学大学院文学研究科教授・大学院文学研究科長をつとめた。2008年、北海学園大学を退職。
委員ほかその他役職
- 筑波大学評議員(1994年～)
- 独立行政法人国立公文書館特別参与（2005～2011年）
- 北海学園大学開発研究所特別研究員（～2011年）
- 独立行政法人国立公文書館理事
- 独立行政法人国立公文書館フェロー(2011年～)

客員教授
- 放送大学客員教授（1988～1994年）
- 淑徳大学国際コミュニケーション学部日本文化コース客員教授(2011年～)
- 淑徳大学人文学部歴史学科客員教授(2014年～)

## 研究内容・業績
専門は日本史で、特に日本の近現代史ならびに宗教史を研究テーマとしている。

## 指導学生
指導学生には以下がいる。
- 郡司淳(北海学園大学人文学部教授)
- 蔡錦堂(国立台湾師範大学台湾史研究所准教授)
- 仙波千枝(ホーチミン市師範大学内G・H・S南学日本語クラス講師)
- 中野目徹(筑波大学教授)

## 著作
著書
- 『乃木希典』雄山閣出版 1967
  - 文庫化 河出文庫 1988
  - 文庫化 講談社学術文庫 2010
- 『明治の墓標 庶民のみた日清･日露戦争』秀英出版 1970
  - 文庫化 河出文庫 1990
  - 再版 刀水書房 2003
- 『大江スミ先生』東京家政学院光塩会 1978年
- 『天皇の軍隊』教育社歴史新書 日本史 1978
  - 文庫化 講談社学術文庫 2015年
- 『明治キリスト教会史の研究』吉川弘文館 1979
- 『鳥居坂教会百年史』日本基督教団鳥居坂教会 1987
- 『ひとひらの雪として』東京家政学院光塩会 1990
- 『日本人と戦争：歴史としての戦争体験』刀水書房、2002
- 『庶民のみた日清・日露戦争：帝国への歩み』刀水書房 2003
- 『講談 日本通史』同成社、2005年
- 『アーカイブズへの眼：記録の管理と保存の哲学』刀水書房、2007
- 『天皇と日本の近代』同成社 2010
- 『改訂版 講談 日本通史: 素顔の日本を問いかたる』同成社 2018
- 『近代日本とキリスト教』同成社 2019

共編著
- 『兵士』(近代民衆の記録 8) 編、新人物往来社 1978
- 『近代日本の虚像と実像』山本七平との対談、同成社 1984
- 『帝国陸海軍事典』小沢郁郎共編、同成社 1984
- 『近代日本の生活と社会』熊倉功夫共著、放送大学 1989
- 『近代の神道と民俗社会』(講座神道 第3巻) 桜井徳太郎共編、桜楓社 1991
- 『戦争の記録：明治-平成』(20世紀フォトドキュメント 10) 責任編集 ぎょうせい 1992
- 『江戸東京年表』吉原健一郎共編著 小学館 1993
- 『日本宗教史研究文献目録』(全2巻) 宮田登・圭室文雄・根本誠二共編、岩田書院 1995-2000
- 『歴史教育の新地平』編、同成社 1997
- 『20世紀の歴史家たち（日本編）』今谷明・尾形勇・樺山紘一共編、刀水書房 1997-2006
- 『近代日本の歴史的位相：国家・民族・文化』編、刀水書房 1999
- 『国民国家の構図』編、雄山閣出版 1999
- 『社会科 現在問われている世界』編、同成社 2006

記念論文集
- 『ある歴史学との出会い：濱徹也先生喜寿記念誌』大濱徹也先生喜寿記念誌編纂委員会編 刀水書房 2014